# Præsten i Vejlby (film fra 1931)
 For alternative betydninger, se Præsten i Vejlby. (Se også artikler, som begynder med Præsten i Vejlby)
Præsten i Vejlby er en dansk film fra 1931, instrueret af George Schnéevoigt og med manuskript af Fleming Lynge efter Steen Steensen Blichers novelle af samme navn. Filmen regnes normalt som den første danske talefilm.

## Medvirkende
- Henrik Malberg
- Karin Nellemose
- Eyvind Johan-Svendsen
- Kai Holm
- Mathilde Nielsen
- Holger-Madsen
- Aage Winther-Jørgensen